# Подлипки (Клепиковский район)
Подлипки — село в Клепиковском районе Рязанской области России, входит в состав Ненашкинского сельского поселения.

## Географическое положение
Село расположено на берегу реки Пра в 8 км на запад от райцентра города Спас-Клепики.

## История
Обновленская церковь в селе упоминается в окладных книгах 1676 года, в приходе было 35 крестьянских дворов и 5 бобыльских.. 
В 1905 году село входило в состав Ершовской волости Рязанского уезда, в нём было десять дворов.
С 1929 года село входило в состав Калдевского сельсовета Клепиковского района Рязанского округа Московской области, с 1939 года — в составе Рязанской области, с 2005 года —  в составе Ненашкинского сельского поселения.

## Население
| 1859 | 1906 | 2010 |
| ---- | ---- | ---- |
| 45   | ↘32  | ↘2   |